# Fred Schepisi
Frederic Alan Schepisi (Melbourne, 26 dicembre 1939) è un regista e sceneggiatore australiano.

## Biografia
Nacque a Melbourne, figlio di Loretto Ellen (nata Hare) e Frederic Thomas Schepisi, un fruttivendolo e venditore di auto di origine italiana. Iniziò la sua carriera come regista di pubblicità e documentari, poi esordì come regista cinematografico con Il cortile del diavolo, nel 1976.
Schepisi vinse il premio AACTA al miglior regista e il AFI alla migliore sceneggiatura per Il cortile del diavolo e Un grido nella notte.
Nel 1991, Schepisi fu candidato con The Russia House per l'Orso d'oro al Festival di Berlino 1991.

## Vita privata
È sposato con Mary, dalla quale ha avuto una figlia, Alexandra (attrice), e vive a Melbourne dal 2004.

## Filmografia

### Regista

#### Cinema
- Libido - episodio The Priest (1973)
- Il cortile del diavolo (The Devil's Playground) (1976)
- The Chant of Jimmie Blacksmith (1978)
- Barbarosa (1982)
- L'uomo dei ghiacci (Iceman) (1984)
- Plenty (1985)
- Roxanne (1987)
- Un grido nella notte (A Cry in the Dark - Evil Angels) (1988)
- La casa Russia (The Russia House) (1990)
- Campione... per forza! (Mr. Baseball) (1992)
- 6 gradi di separazione (Six Degrees of Separation) (1993)
- Genio per amore (I. Q.) (1994)
- Creature selvagge (Fierce Creatures) (1996)
- L'ultimo bicchiere (Last Orders) (2001)
- Vizio di famiglia (It Runs in the Family) (2003)
- The Eye of the Storm (2011)
- Words and Pictures (2013)

#### Televisione
- Empire Falls - Le cascate del cuore (Empire Falls) - miniserie TV (2005)